# Mary Jo Deschanel
Mary Jo Weir, meglio conosciuta come Mary Jo Deschanel (Los Angeles, 25 novembre 1945), è un'attrice statunitense.

## Biografia
Debutta sul grande schermo nel film Uomini veri, nel ruolo della moglie dell'astronauta John Glenn. L'anno dopo è Betty, la moglie dell'astronauta David Bowman nel film 2010 - L'anno del contatto. Nel corso della sua carriera alternerà ruoli tra cinema e serie televisive, tra cui I segreti di Twin Peaks, Law & Order e Dr. House.

## Vita privata
È sposata con il direttore della fotografia e regista Caleb Deschanel, da cui ha avuto due figlie, Emily e Zooey, anch'esse attrici.

## Filmografia

### Cinema
- Uomini veri (The Right Stuff) (1983)
- 2010 - L'anno del contatto (2010, The Year We Make Contact) (1984)
- Fuoco cammina con me (Twin Peaks: Fire Walk with Me) (1992) (scene cancellate)
- Il patriota (The Patriot), regia di Roland Emmerich (2000)
- Winter Passing (2005)
- Breach - L'infiltrato (Breach) (2007)
- La custode di mia sorella (My Sister's Keeper) (2009)

### Televisione
- Storie incredibili  (Amazing Stories) – serie TV, episodio 1x16 (1986)
- A Winner Never Quits (1986)
- Cameo by Night (1987)
- Voci nella notte (Midnight Caller) – serie TV, episodio 2x07 (1989)
- I segreti di Twin Peaks (Twin Peaks) – serie TV, 11 episodi (1989-1991)
- JAG - Avvocati in divisa (JAG) – serie TV, episodio 3x16 (1998)
- Bark! (2002)
- Law & Order - Il verdetto (Law & Order: Trial by Jury) – serie TV, episodio 1x11(2005)
- Dr. House - Medical Division (House M.D.) – serie TV, episodio 5x20 (2009)

## Doppiatrici italiane
Nelle versioni in italiano delle opere in cui ha recitato, Mary Jo Deschanel è stata doppiata da:
- Graziella Polesinanti in Dr. House - Medical Division
- Valeria Perilli in Criminal Minds